# Lecithocera itrinea
Lecithocera itrinea – gatunek motyli z rodziny Lecithoceridae i podrodziny Lecithocerinae.
Gatunek ten opisany został w 1910 roku przez Edwarda Meyricka, który jako miejsce typowe wskazał północne Kodava Nadu i Sri Lankę.
Motyl o brunatnoszarofioletowej głowie z żółtoochrowymi bokami, brunatoszarych i ochrowożółto podbarwionych głaszczkach, żółtawych i ciemno nakrapianych czułkach i brunatnoszarym tułowiu. Przednie skrzydła o rozpiętości od 12 do 13 mm wydłużone, o krawędzi kostalnej delikatnie łukowatej, wierzchołku tępym, a termenie skośnym i prawie prostym. Barwa skrzydeł przednich brązowawa z ciemnobrunatoszarym nakrapianiem i jasnobrązowawą strzępiną z dwoma ciemniejszymi cieniami. Tylne skrzydła jasnobrunatnoszare z białawobrunatnoszarą strzępiną. Odwłok jasnobrunatnoszary z ochrowobzółtawą kępką włosków na końcu.
Gatunek endemiczny dla subkontynentu indyjskiego, znany z południowych Indii i Sri Lanki.